# Aleksandr Petrov (lluitador)
Aleksandr Petrovitx Petrov (en rus Александр Петрович Петров; 23 de setembre de 1876 - febrer de 1941) va ser un lluitador rus que va competir a primers del segle xx.
El 1908 va disputar els Jocs de Londres, on guanyà la medalla de plata de la categoria del pes pesant de lluita grecoromana, després de perdre contra Richárd Weisz en la final.